# Turdeni, Harghita
Turdeni (maghiară Tordátfalva) este un sat în comuna Șimonești din județul Harghita, Transilvania, România.

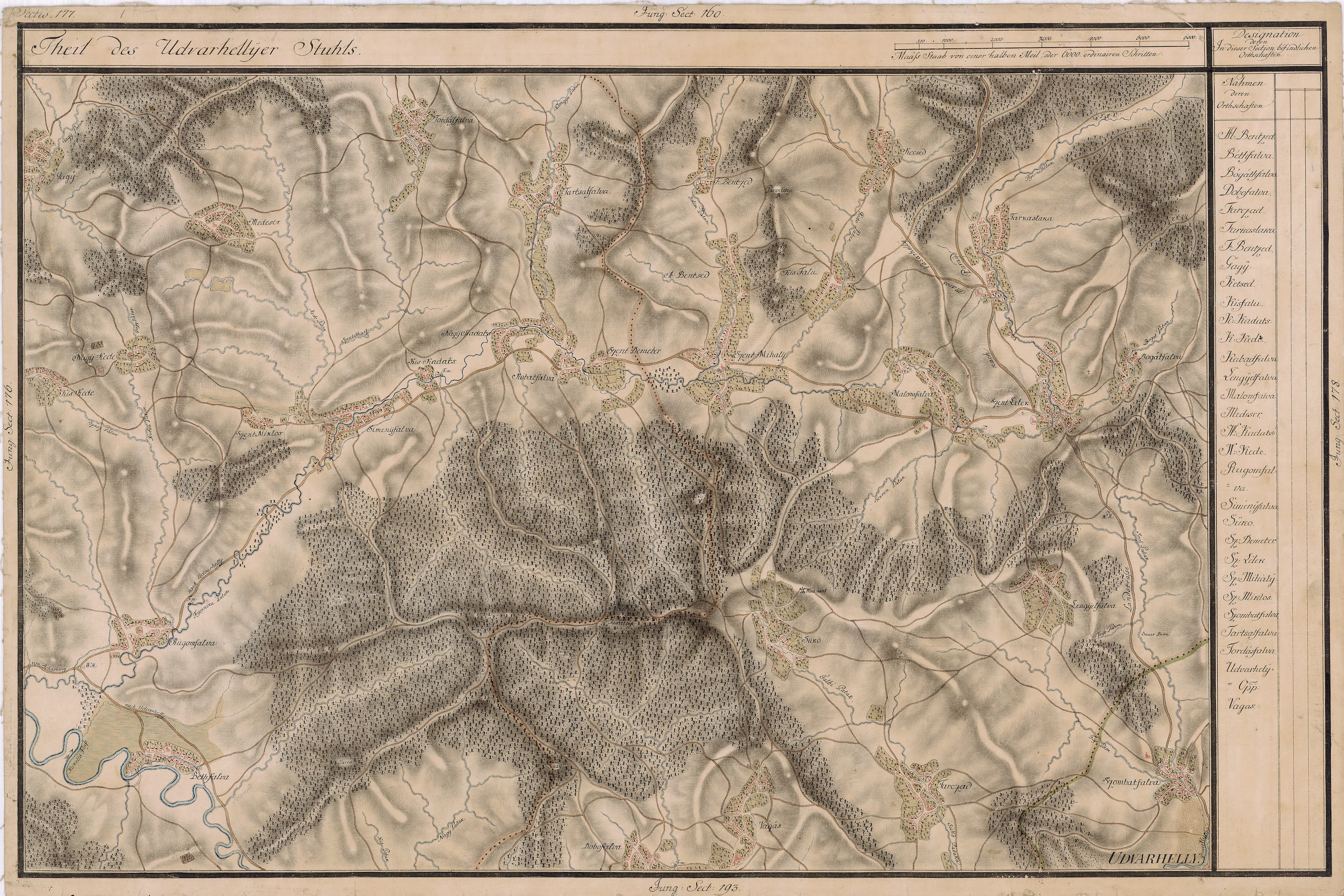
Turdeni în Harta Iosefină a Transilvaniei, 1769-73

## Vezi și
- Biserica unitariană din Turdeni

## Imagini

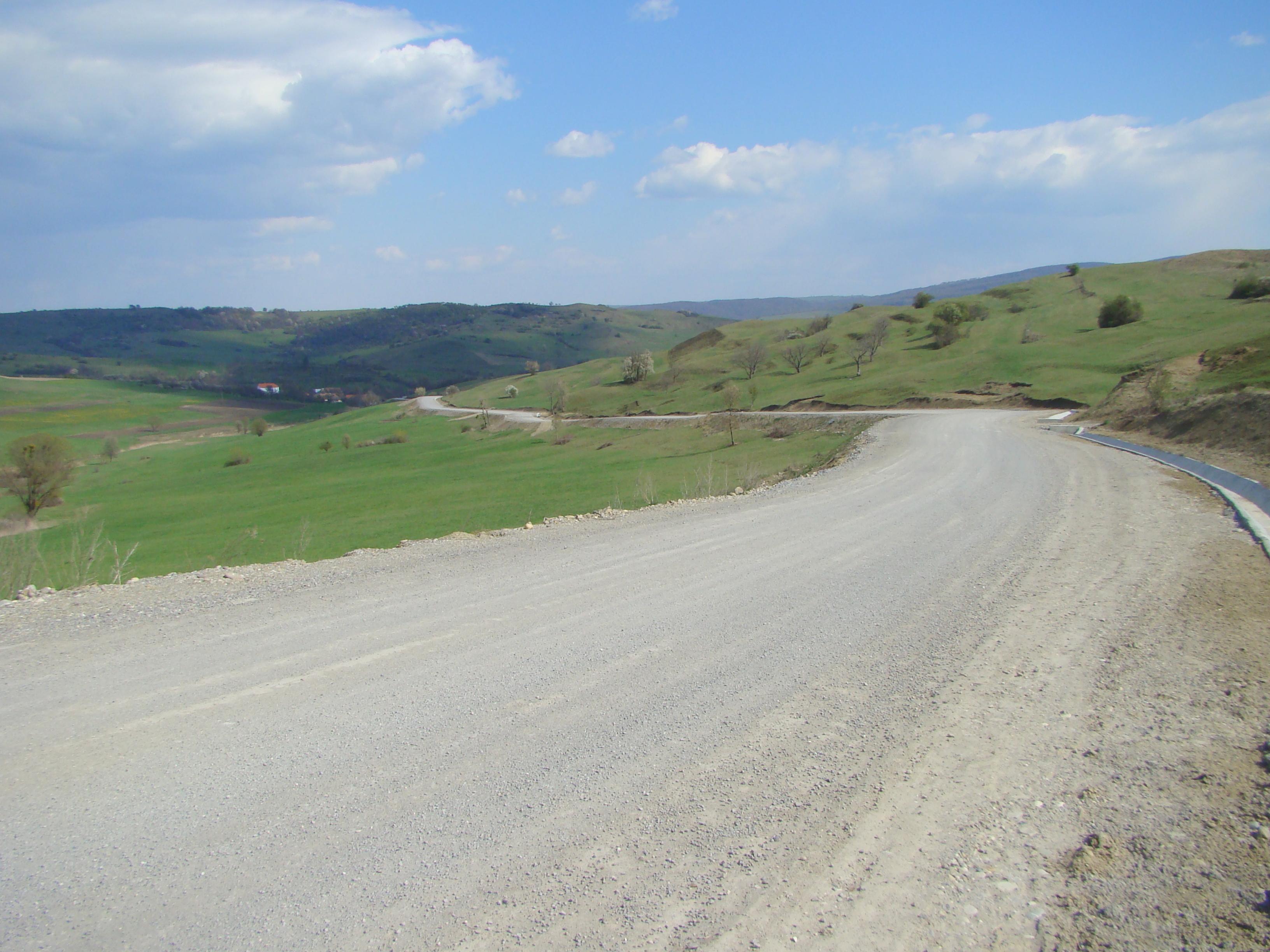
Drumul Cobătești-Turdeni
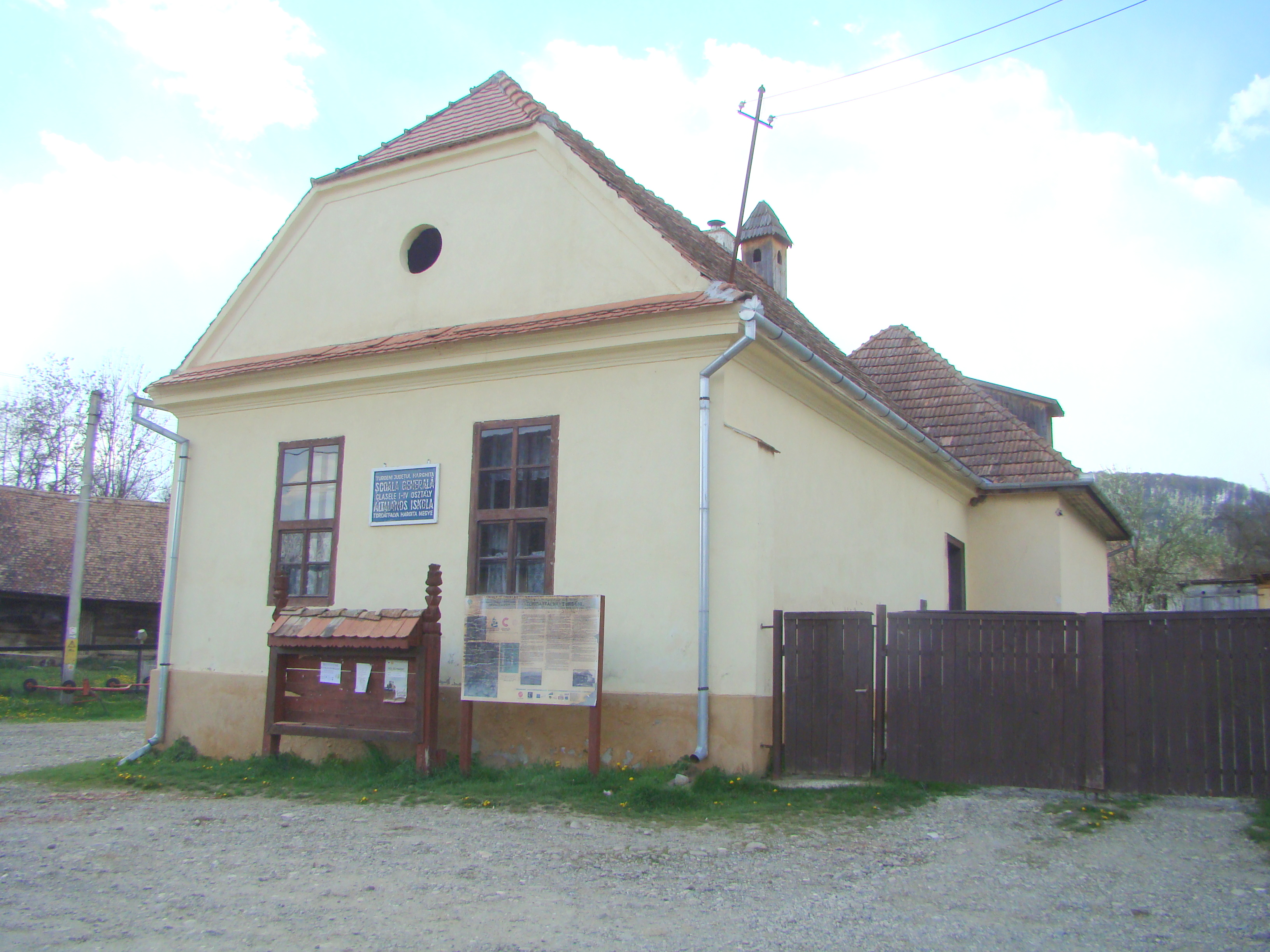
Școala
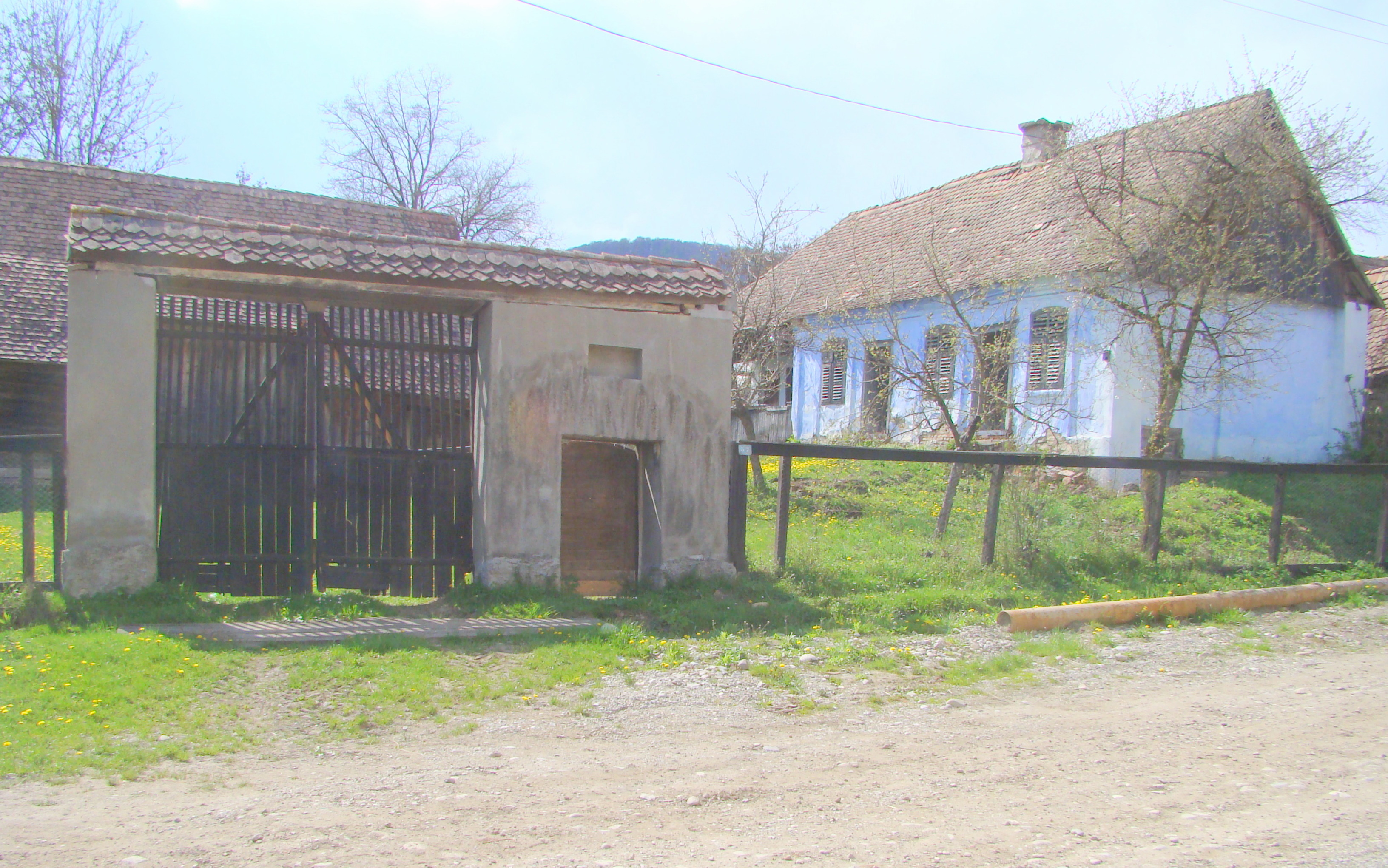
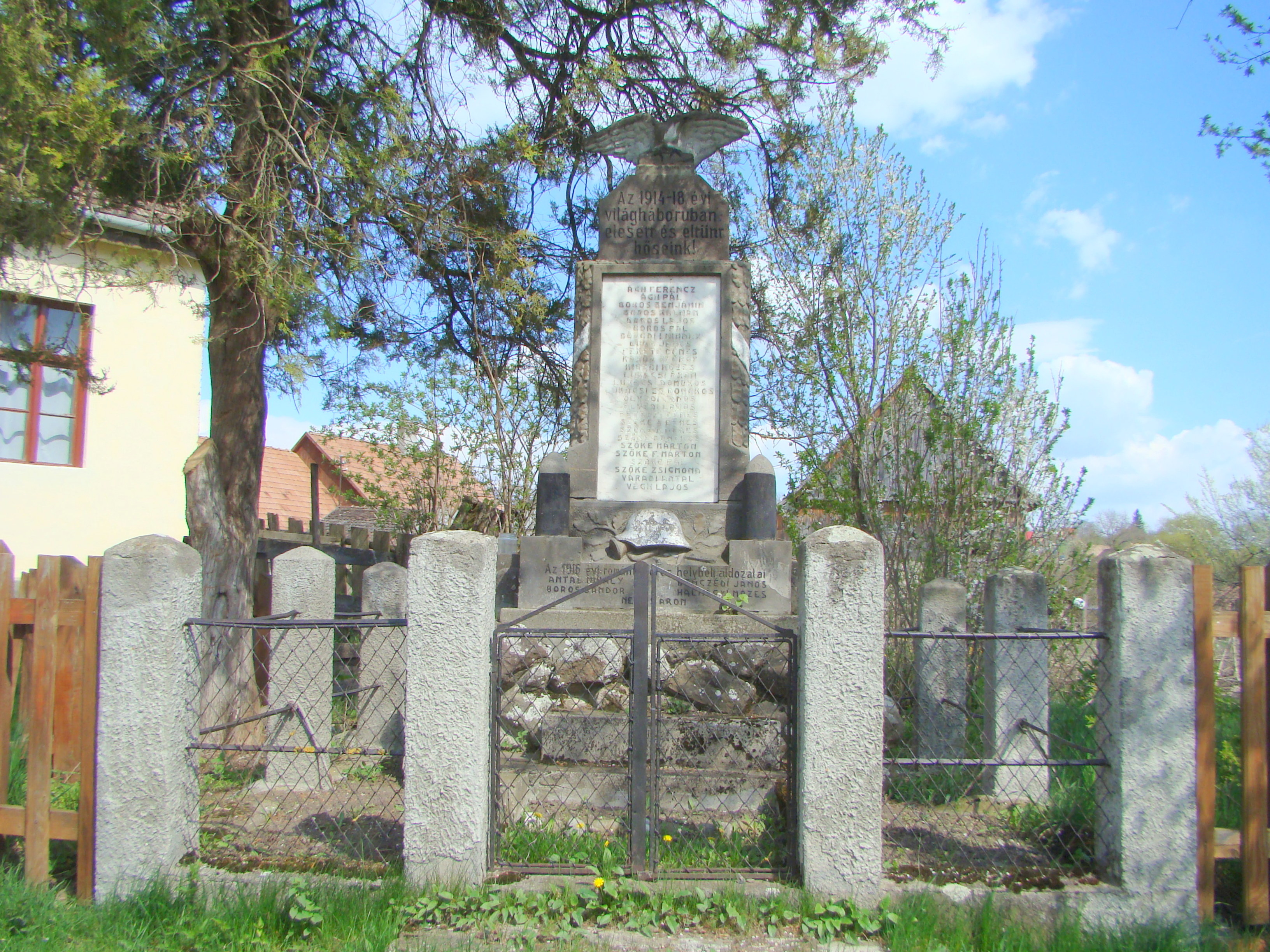
Monumentul eroilor
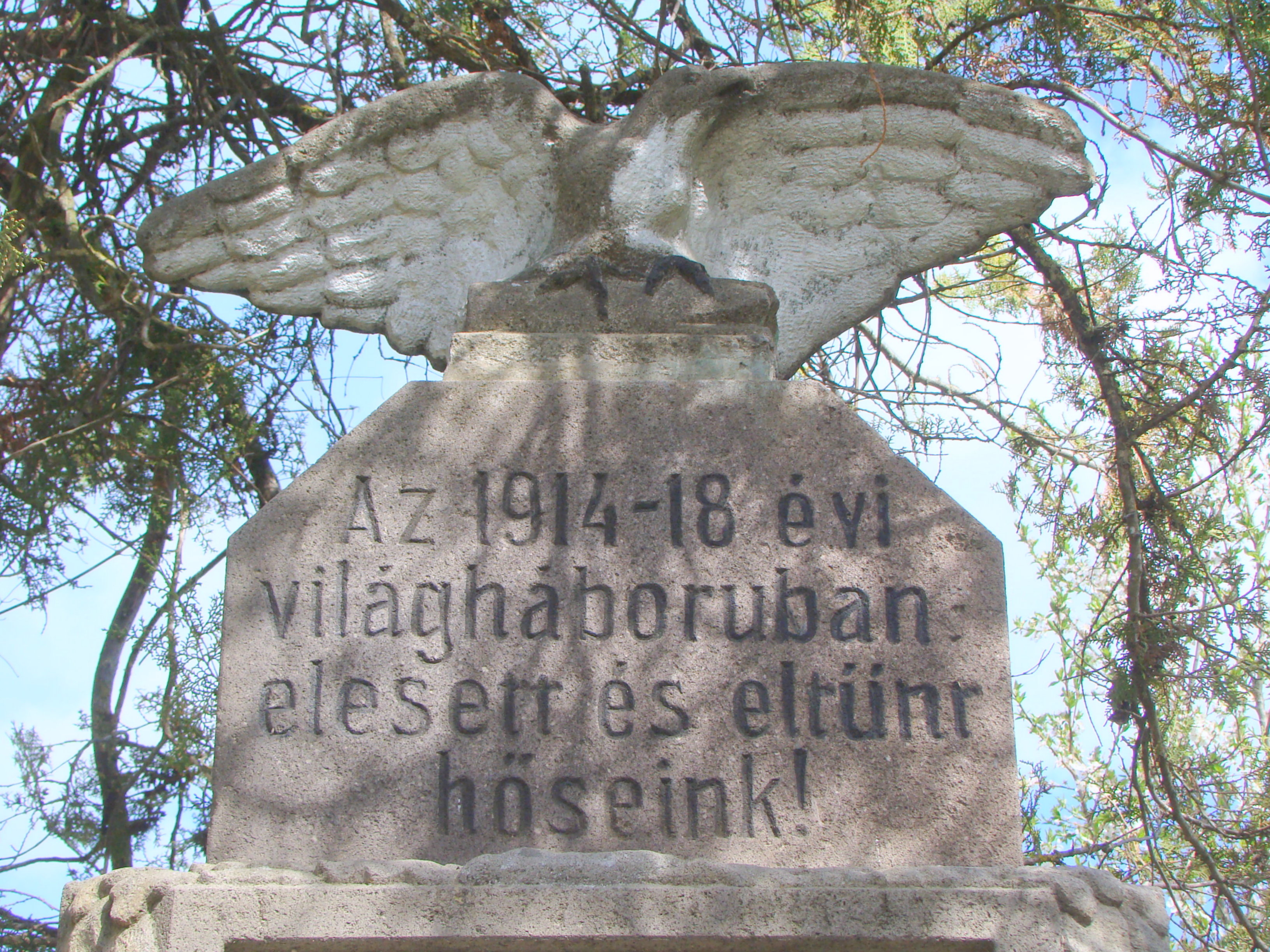
Monumentul eroilor (detaliu)
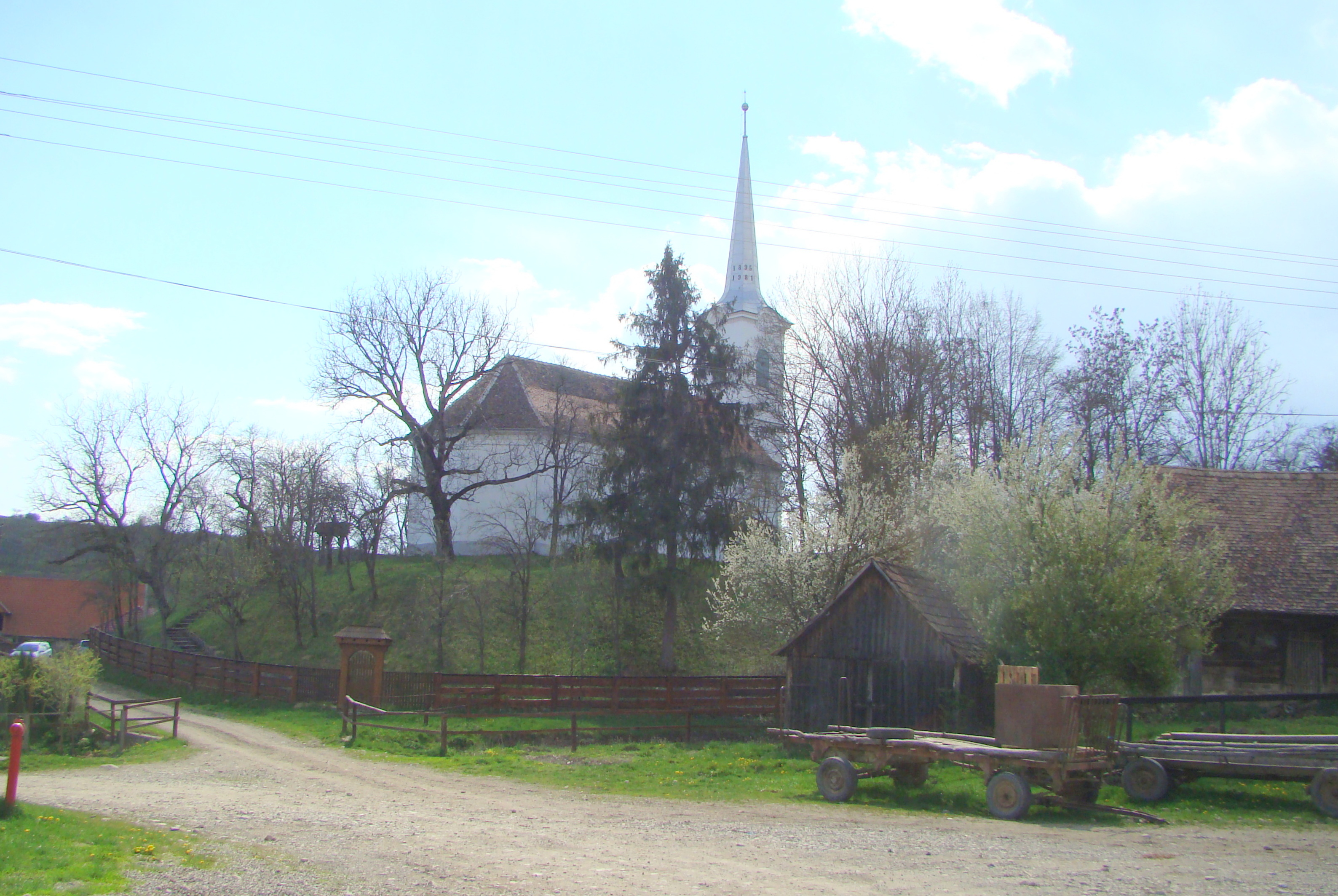
Biserica unitariană
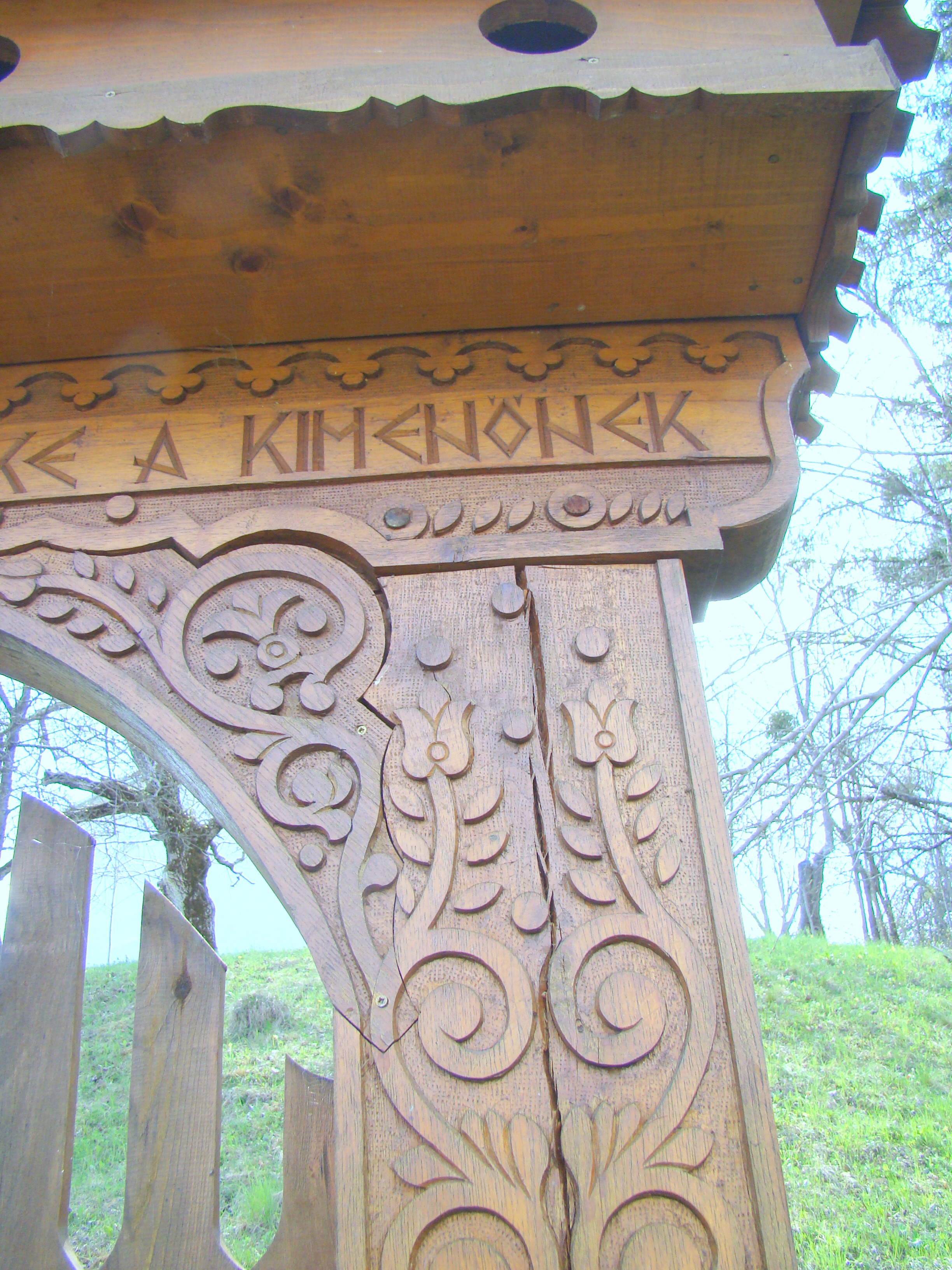
Poarta de lemn a bisericii unitariene (detaliu)
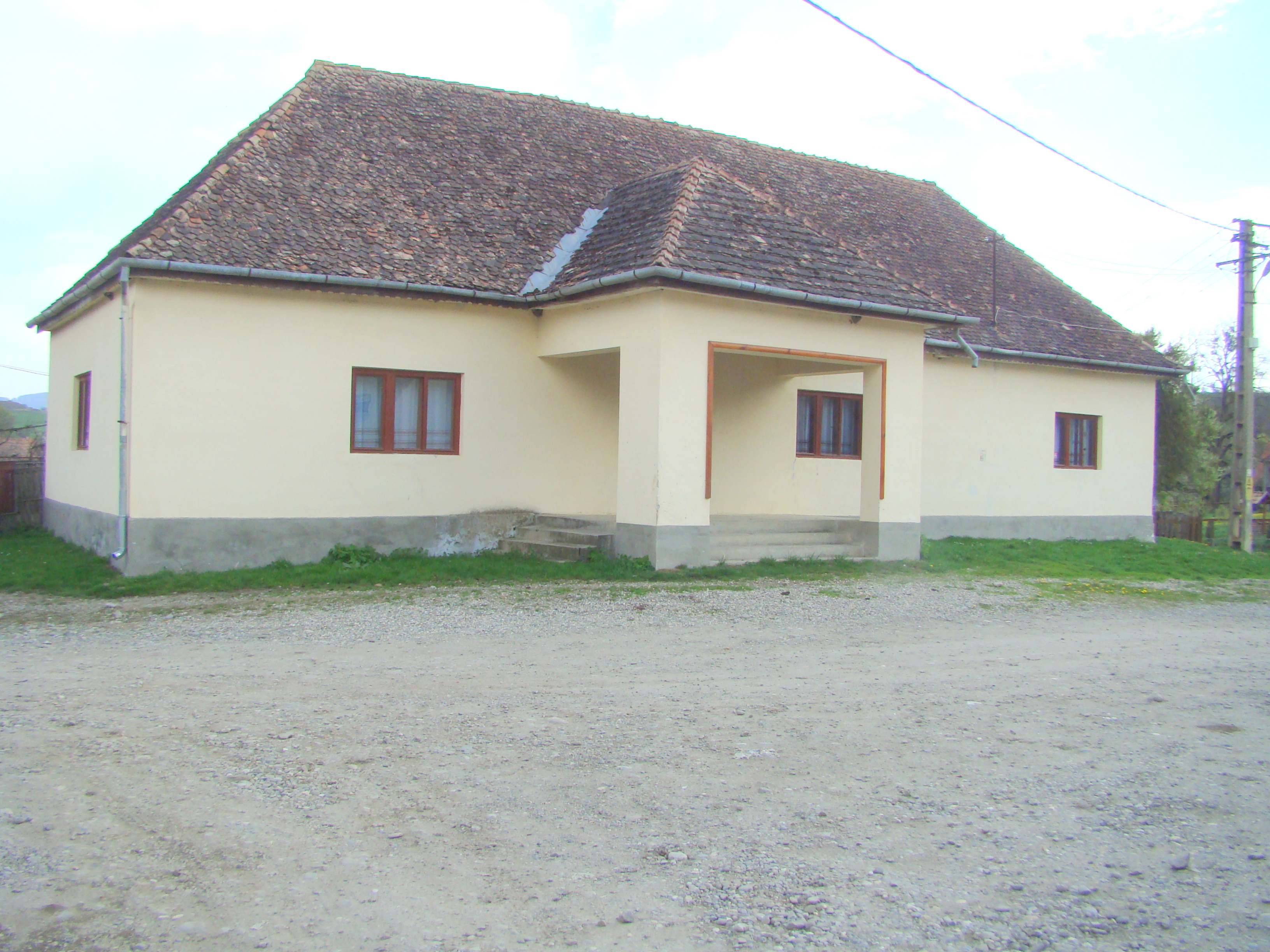
Căminul cultural

 Acest articol despre o localitate din județul Harghita este deocamdată un ciot. Puteți ajuta Wikipedia prin completarea lui.